# Białopiór
Białopiór (Rutilus meidingeri)  – gatunek ryby z rodziny karpiowatych. Dawniej uważany za podgatunek wyrozuba. Zagrożony wyginięciem, wpisany do Czerwonej księgi gatunków zagrożonych.

## Występowanie
Występuje w Austrii, Niemczech i na Słowacji. Zamieszkuje alpejskie jeziora Chiemsee, Traunsee, Atter i Mond, należące do dorzecza Dunaju, do którego czasem wchodzi.

## Odżywianie
Bezkręgowce i mniejsze ryby.

## Rozród
Tarło odbywa w rzekach i strumieniach wpadających do jezior – zazwyczaj w kwietniu i maju. W tym czasie u samców pojawia się wysypka tarłowa na całym ciele oraz jaskrawoczerwone ubarwienie brzucha. Ikra składana jest w piasku.